# Cheryl Cook
Cheryl Lynn Cook (Indianapolis, 15 marzo 1963) è un'ex cestista statunitense.

## Carriera
Con gli Stati Uniti ha disputato i Campionati mondiali del 1983.